# Sikuta Gusztáv
Sikuta Gusztáv (Budapest, 1919. június 27. – Budapest, 1985.) magyar festő, pedagógus.

## Életpályája
1937–1942 között a Magyar Képzőművészeti Főiskolán tanult, ahol Szőnyi István oktatta. 1945 után pedagógusként dolgozott. 1945-től volt kiállítő festőművész. 1947-ben is dolgozott Szentendrén, de később 1960-ban Korniss Dezső meghívására ismét a Régi Művésztelep vendége volt.
Kapcsolatban állt a szentendrei festőkkel, többek közt Anna Margittal, Korniss Dezsővel és Bálint Endrével is.

## Művei
- Csendélet körtével, cilámennel
- Forgó (1960)
- Kapaszkodás (1960)

## Kiállításai

### Egyéni
- 1949, 1975, 1980 Budapest

### Válogatott, csoportos
- 1945-1946, 1948, 1952, 1957, 1960, 1964 Budapest
- 1956 Pécs
- 1969, 1977, 1981 Székesfehérvár